# Nino Di Matteo
Antonino « Nino » Di Matteo (né à Palerme le 26 avril 1961) est un magistrat et procureur italien. Depuis 2012, il est président de l'Association nationale des magistrats de Palerme et depuis 2019, il est membre du Conseil supérieur de la magistrature. En raison de son activité anti-mafia, Di Matteo est sous escorte depuis 1993.

## Biographie
Nino Di Matteo est né à Palerme, en Sicile, en 1961. Il obtient un diplôme d'études secondaires classiques de l'Institut Gonzaga et est diplômé en droit de l'Université de Palerme. Il entre dans la magistrature en 1991 comme procureur adjoint à la division anti-mafia de Caltanissetta. Devenu procureur à Palerme en 1999, il commence à enquêter sur les massacres mafieux dans lesquels Giovanni Falcone, Paolo Borsellino et leurs gardes ont été tués, ainsi que sur les meurtres de Rocco Chinnici et Antonino Saetta.
En 2019, il est élu membre du Conseil supérieur de la magistrature.
Lors de l'élection présidentielle italienne de 2022, le groupe des dissidents du Mouvement 5 étoiles décide d'abandonner la candidature de Paolo Maddalena, ancien vice-président de la Cour constitutionnelle, au profit du magistrat Nino Di Matteo, symbole du procès État-Mafia.